# Leucania exanthemata
Leucania exanthemata är en fjärilsart som beskrevs av Moore 1888. Leucania exanthemata ingår i släktet Leucania och familjen nattflyn. Inga underarter finns listade i Catalogue of Life.